# Joey Snijders
Joey Snijders (* 8. Februar 1987 in Amersfoort) ist ein niederländischer Fußballspieler.

## Karriere
Snijders spielte in seiner Jugend für VVZA, VV IJsselmeervogels, Cobu Boys und Vitesse Arnhem. Zur Saison 2007/2008 verließ er Vitesse und wechselte zu FC Omniworld, wo er am 31. August 2007 sein Debüt gegen den FC Eindhoven in der Eerste Divisie feierte. Nachdem er für Omniworld zu lediglich zwei Einsätzen gekommen war, wurde er im Sommer 2008 an AGOVV Apeldoorn verkauft. Snijders kam in der Saison 2008/2009 in sieben Spielen zum Einsatz und wechselte nach Ende der Saison zu Gelders Veenendaalse Voetbal Vereniging.